# Boavista Futebol Clube da Praia
O Boavista Futebol Clube da Praia, ou FC Boavista (crioulo cabo-verdiano, ALUPEC: FK Boavista, Boabista)  é um clube multiesportivo da cidade da Praia, na Ilha de Santiago de Cabo Verde. Há no clube departamentos que incluem futebol, basquete, vôlei e atletismo.

## História
O clube Boavista fundado em 5 de julho de 1936. Por um Portuense que trabalhava na empresa de Salomão Benoliel na Cidade da Praia.
António Félix (1907 - 1985) que já tinha ligações ao Boavista Futebol Clube da cidade do Porto decidiu criar uma filial do clube Portuense na Cidade da Praia, era ao mesmo tempo o Presidente do Clube Desportivo Travadores.

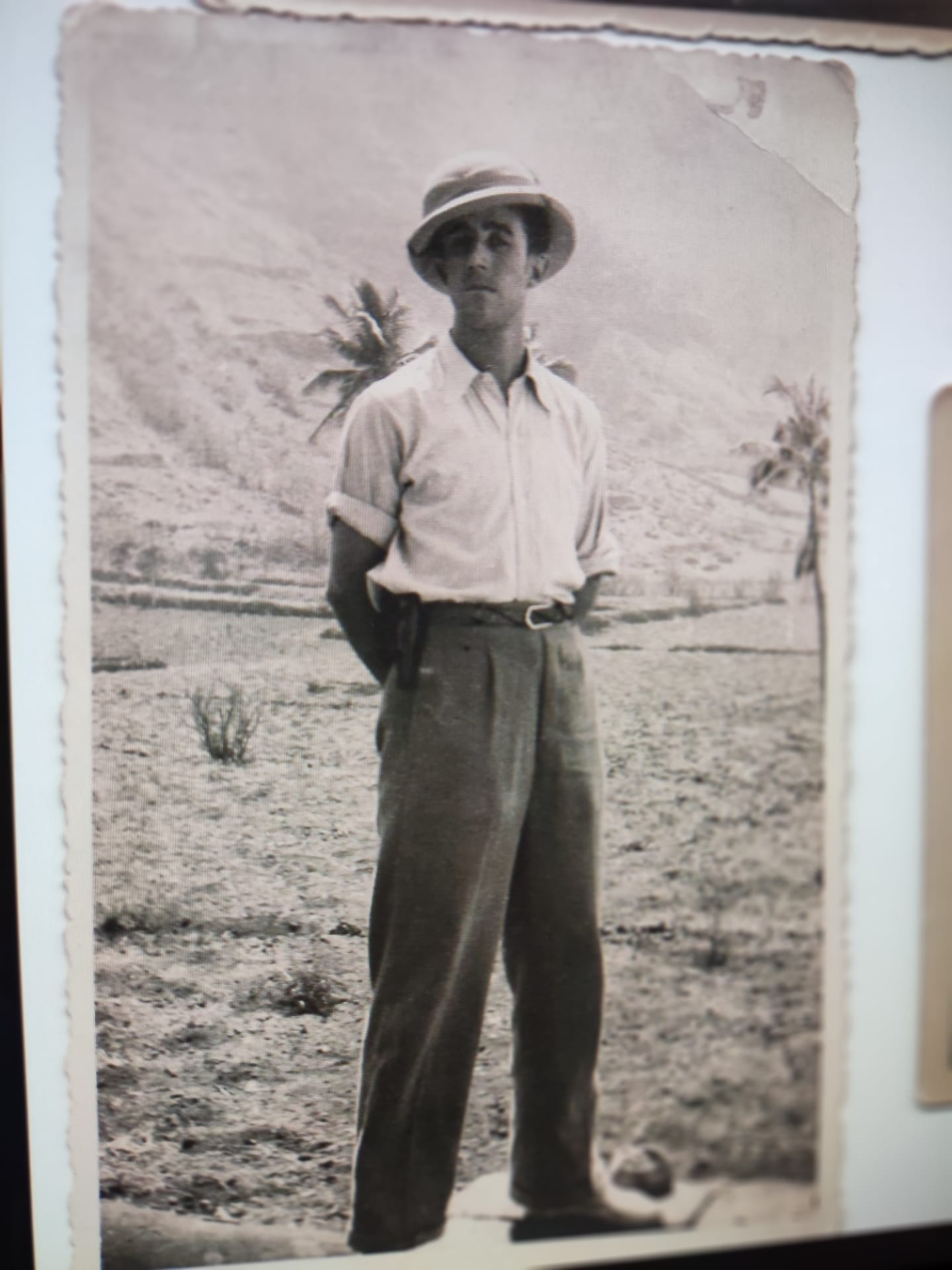
Fundador do B.F.C da Praia, Senhor António Félix, Ilha do Fogo 1936

Boavista da Praia venceu o primeiro título insular na primavera de 1963 e único título provincial na verão de 1963 antem independência., o primeiro título nacional venceu em 1987.  O clube possui-se o trés títulos nacionais com 15 títulos, setes de Santiago Sul.
Boavista venceu títulos insulares em 1963, 1976, 1987, 1993,1995, 2011 e 2015.  Boavista possui-se dois títulos taças nacionais.  O clube comemora 75ª aniversario em 2014 e organizado o Taça dos Campões e Boavista venceu o primeiro edição do taça.
Após 23 de setembro de 2015 até outubro de 2016, o treinador do clube foi português Joel de Castro, foi treinador portuguěs recentamente é o único desde independencia de Cabo Verde.
Recentamente Boavista terminou segundo na regional em 2016 com 46 pontos e 14 vitórias e terceiro em 2017 com novos recordes de clube com 51 pontos, 16 vitórias e 48 gols artilheirado.
Boavista recentamente venceu o taça regional em 2015.  Por temporada de 2015-16, Boavista perdeu o jogo final da taça e título ver Delta em abril de 2017.

## Estádio

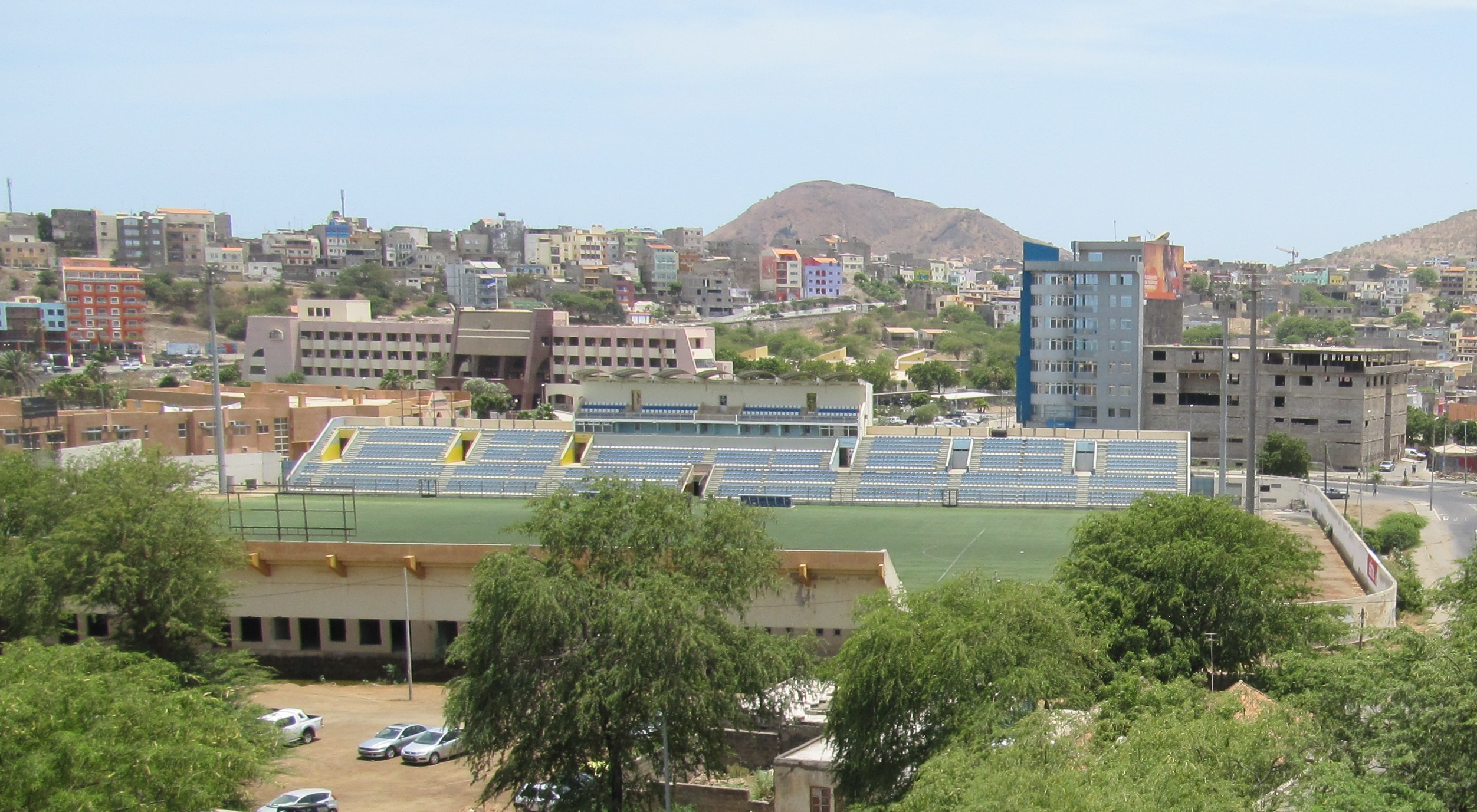
Estádio da Várzea, a casa do Boavista FC

O jogos jogarado na Estádio da Várzea.  Outros clubes populares jogar na estádio incluindo-se Sporting Praia, CD Travadores, Académica da Praia, Vitória e Desportivo.
O clube treinado-se em estádio e Campo de Sucupira.

## Rivalidades
O Boavista Praia tem como principais rivais o Sporting Praia e Travadores e Académica Praia na nivel regional.
O Sporting vs Boavista de Praia é o principal dérbi da cidade da Praia e mais principais de Cabo Verde nomeado de Derbi de Capital.

## Títulos
- Títulos de nacional:
  - Campeonato Cabo-verdiano de Futebol: 5

1963, 1987, 1995, 2010, 2024
- - Taça de Cabo Verde: 1
- Títulos insular:
  - Campeonato Regional de Santiago: 5

1962/63, 1975/76, 1986/87, 1992/93, 1994/95
- - Primeira Divisão de Santiago Sul: 4

1992/93, 1994/95, 2010/11, 2014/15
- - Taça da Praia: 1

2014/15
- - Super Taça de Santiago Sul (Praia)

2014/15
- - Torneio de Abertura da Praia: 1

2002/03
- Outros:
  - Taça de Campões da Boavista Praia: 1

2014, 2016

## Futebol

### Palmarés
| Escalão | Nº Presenças | Títulos | Melhor Classificação |
| Afr.    | 1            | 0       | 1a rodada            |
| I       | 8-15         | 9       | Campeão              |
| II      | 40-50        | 4       | 1a                   |

### Jogos africanos
| Ano     | Competição                          | Rodado       | Clube      | Casa       |
| ------- | ----------------------------------- | ------------ | ---------- | ---------- |
| 1993-94 | CAF Confederation Cup 1994          | Preliminário |            |            |
| 1995-96 | Liga dos Campeões da África de 1996 | 1a Rodada    | JS Kabylie | 4-1 (agg.) |

### Classificações

#### Nacionais
| Ano  | Etapa      | Clube    | Resultado |
| ---- | ---------- | -------- | --------- |
| 1976 | Semifinais | Botafogo | Perdeu    |

| Temporada | Div | Pos | Pts    | J | V | E | D | G.M. | G.S. | Diff. |
| 2010      | 1A  | 1   | 8 pts  | 5 | 2 | 2 | 1 | 15   | 8    | +7    |
| 2011      | 1B  | 3   | 7 pts  | 4 | 2 | 1 | 1 | 9    | 4    | +5    |
| 2015      | 1B  | 2   | 12 pts | 5 | 4 | 0 | 1 | 14   | 4    | +10   |

#### Regionais
| Temporada | Div | Pos | Pts    | J  | V  | E | D | G.M. | G.S. | Diff. |
| 2002      | 2   | 8   | 19 pts | 18 | 4  | 7 | 7 | 16   | 21   | -5    |
| 2002-03   | 2   | 2   | 35 pts | 18 | 11 | 2 | 4 | 28   | 12   | +16   |
| 2003-04   | 2   | 3   | 34 pts | 18 | 10 | 4 | 4 | 35   | 13   | +22   |
| 2005      | 2   | 6   | 23 pts | 17 | 5  | 8 | 4 | 21   | 16   | +5    |
| 2005-06   | 2   | 4   | 23 pts | 18 | 6  | 5 | 7 | 22   | 19   | +3    |
| 2006-07   | 2   | 4   | 30 pts | 18 | 8  | 6 | 4 | 28   | 17   | +11   |
| 2007-08   | 2   | 5   | 28 pts | 18 | 8  | 4 | 6 | 33   | 28   | +3    |
| 2008-09   | 2   | 3   | 37 pts | 18 | 11 | 4 | 3 | 39   | 14   | +15   |
| 2010      | 2   | 2   | 43 pts | 18 | -  | - | - | -    | -    | -     |
| 2010-11   | 2   | 1   | 38 pts | 18 | 12 | 2 | 4 | 38   | 13   | +25   |
| 2011-12   | 2   | 3   | 30 pts | 18 | 8  | 6 | 4 | 25   | 17   | +8    |
| 2012-13   | 2   | 3   | 30 pts | 18 | 9  | 3 | 6 | 26   | 17   | +9    |
| 2013-14   | 2   | 4   | 31 pts | 18 | 9  | 4 | 5 | 29   | 21   | +8    |
| 2014-15   | 2   | 1   | 43 pts | 18 | 13 | 4 | 1 | 37   | 14   | +23   |
| 2015-16   | 2   | 2   | 46 pts | 22 | 14 | 4 | 4 | 45   | 21   | +32   |
| 2016-17   | 2   | 2   | 51 pts | 22 | 16 | 3 | 3 | 48   | 13   | +35   |
| 2017-18   | 2   | 2   | 51 pts | 22 | 16 | 3 | 3 | 55   | 13   | +42   |
| 2018-19   | 2   | 4   | 41 pts | 22 | 12 | 3 | 7 | 36   | 36   | 0     |

## Estatísticas
- Melhor posição: 1a rodada (continental)
- Melhor posição na taça de associação: 1a  rodada (continental)
- Apresentaçǫes na taças nacionais: 2
- Gols totais na competição continental: 3
  - CAF Liga de Campeões: 2
  - Copa de Venceadores de África: 1
- Jogos totais na competição continental: 4
  - CAF Liga de Campeões: 2
  - Copa de Venceadores de África: 22
- Melhor vences totais na temporada, nacional: 16, em 2017
- Melhor gols totais na temporada:
  - Nacionais: 15 (temporada regular), 19 (total)
  - Regionais: 48, em 2017
- Melhor pontos totais na temporada:
  - Nacional: 12
  - Regional: 51, em 2017